# Liste der Baudenkmäler in Eisenheim
Auf dieser Seite sind die Baudenkmäler in dem unterfränkischen Markt Eisenheim zusammengestellt. Diese Tabelle ist eine Teilliste der Liste der Baudenkmäler in Bayern. Grundlage ist die Bayerische Denkmalliste, die auf Basis des Bayerischen Denkmalschutzgesetzes vom 1. Oktober 1973 erstmals erstellt wurde und seither durch das Bayerische Landesamt für Denkmalpflege geführt wird. Die folgenden Angaben ersetzen nicht die rechtsverbindliche Auskunft der Denkmalschutzbehörde.
 Diese Liste gibt den Fortschreibungsstand vom 16. April 2020 wieder und enthält 59 Baudenkmäler.

## Ortsbefestigung

### Obereisenheim
Reste der Ortsbefestigung haben sich im Westen und Süden des Ortes erhalten. Adressen: Mainstraße 19, 21, Bergstraße 12. Aktennummer: D-6-79-167-1.

### Untereisenheim
Reste der ehemalige Ortsbefestigung, vor allem im nordwestlichen Verlauf erhalten, im Osten Reste eines Schalenturmes, Mauerhöhen zwischen 1 und 1,50 m, Bruchsteinmauerwerk, 16. Jahrhundert Adressen: Ziegeltorstraße 12, Maintorstraße 3, 9, Hadergasse 1, 9, 13, Ringgasse in gesamter Länge. Aktennummer: D-6-79-167-33.

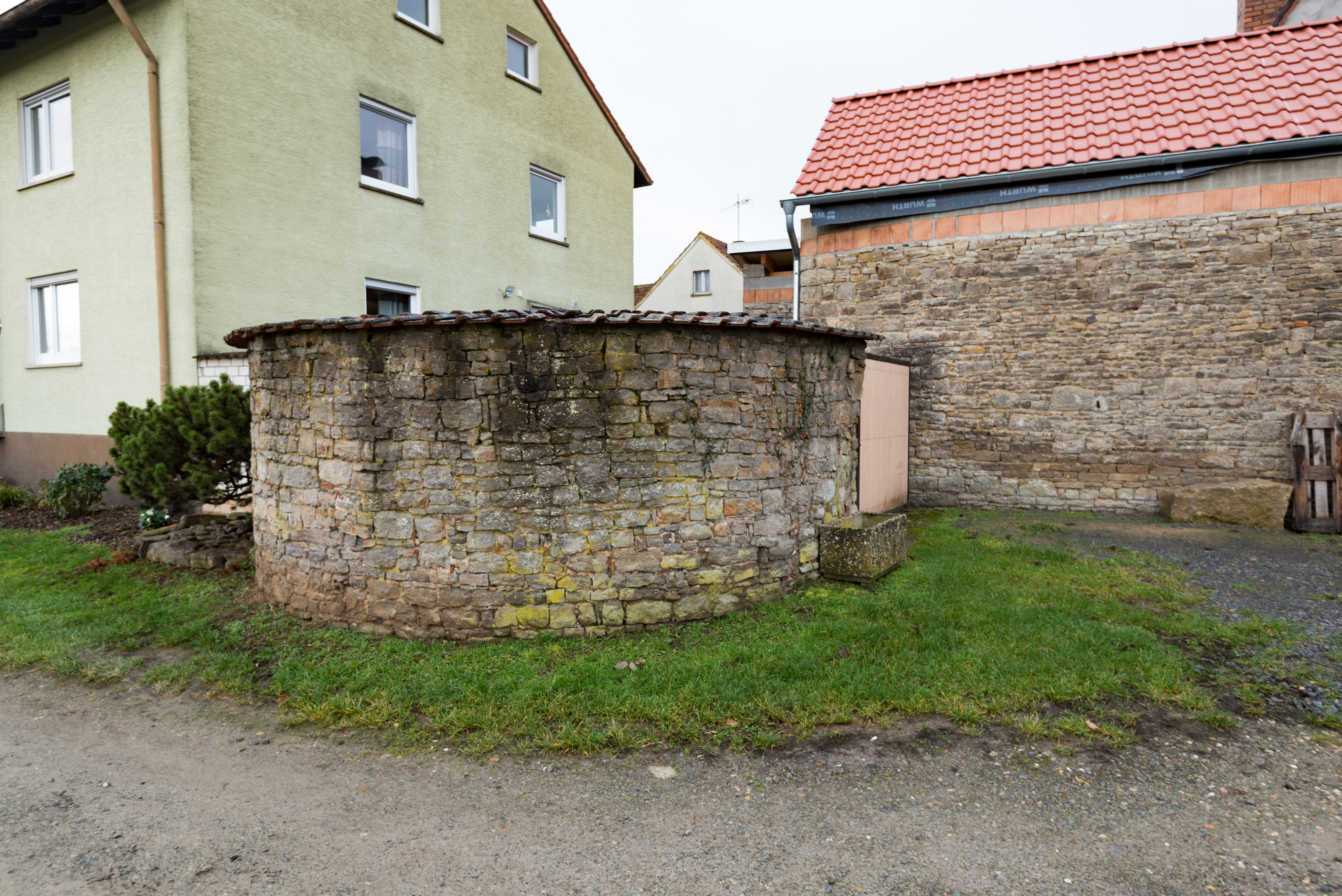
Halbschalenturm Maintorstraße 3
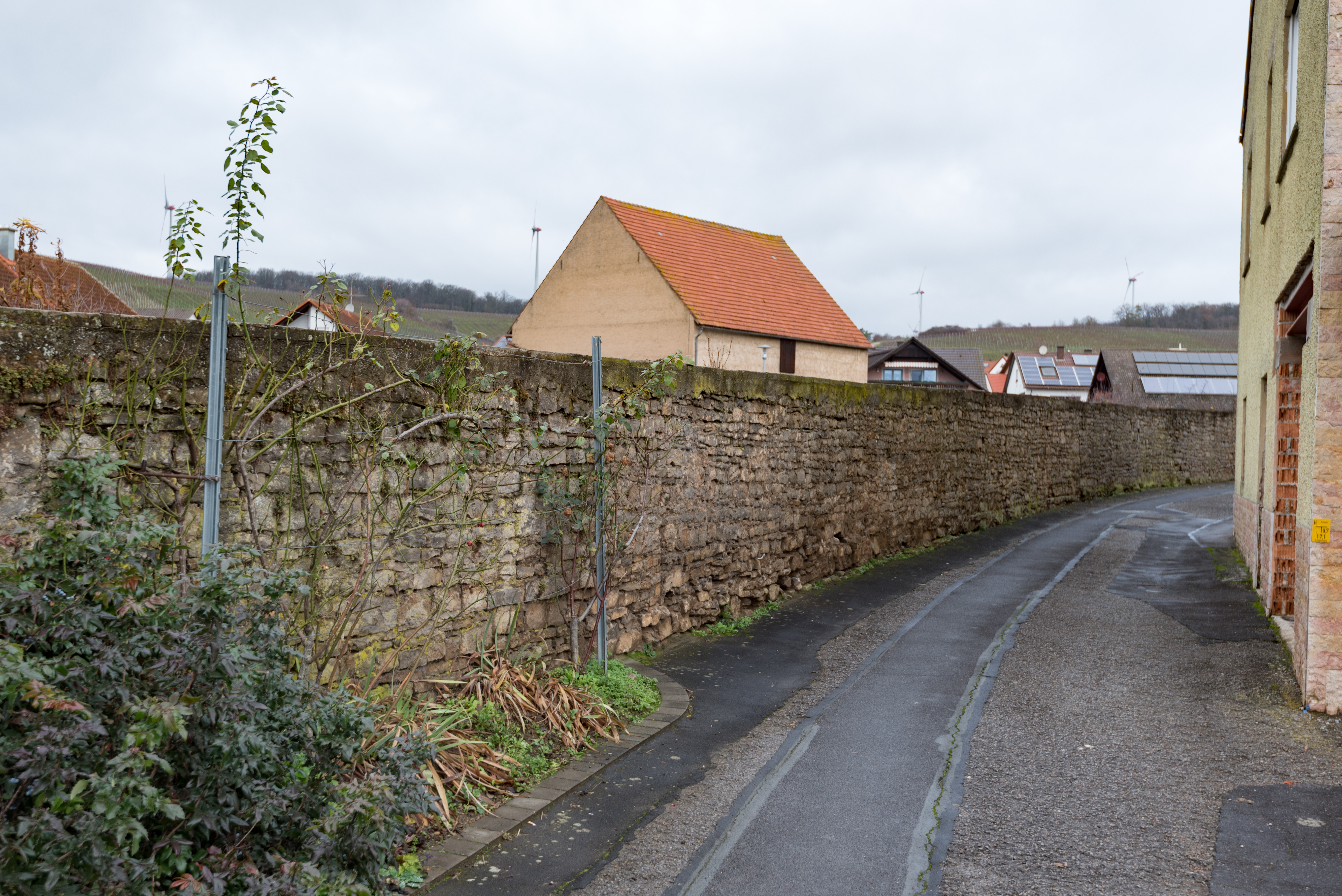
Ortsmauer Nähe Langgasse
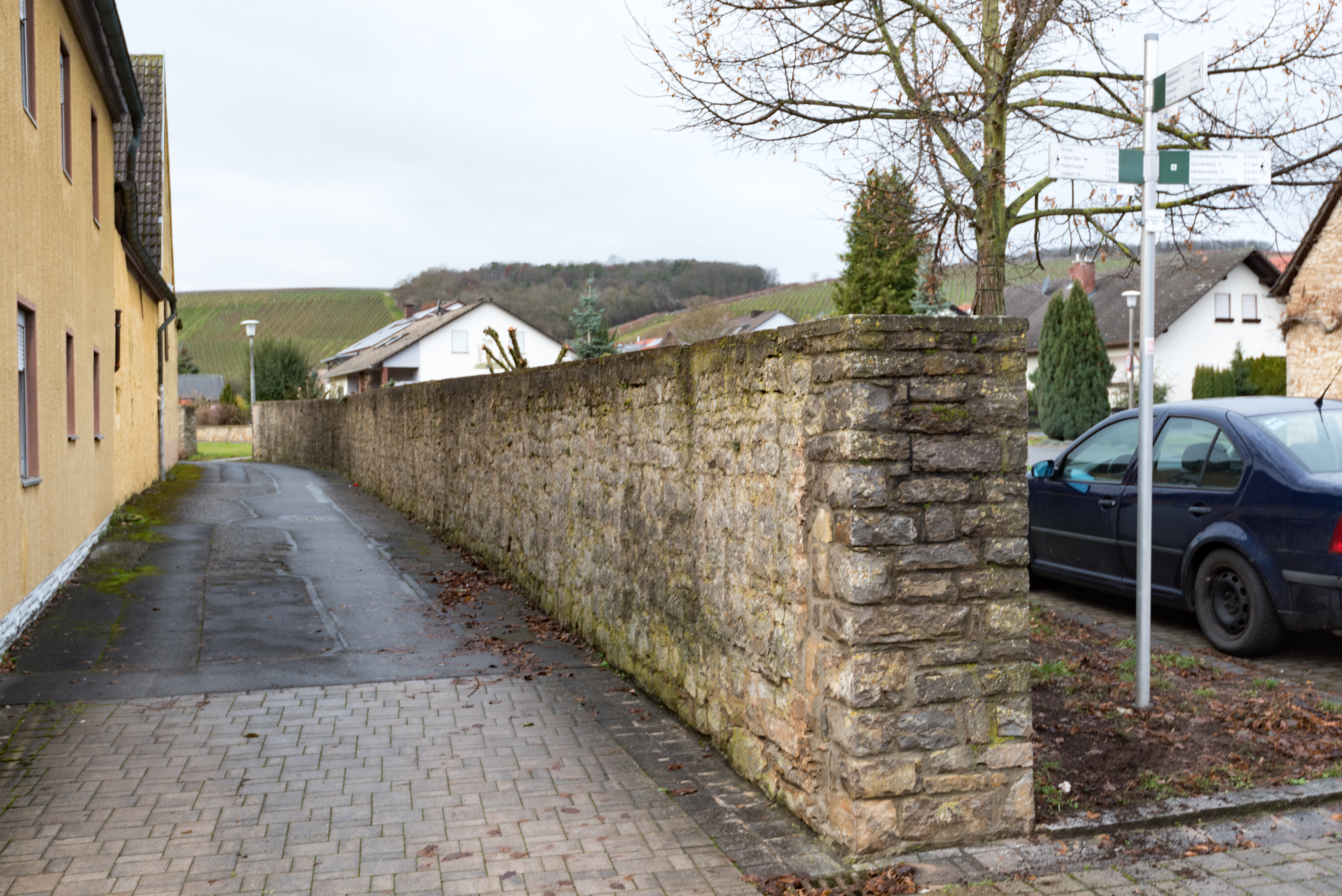
Ortsmauer nördlich Friedhof

## Baudenkmäler nach Gemeindeteilen

### Kaltenhausen
| Lage                                                                                         | Objekt         | Beschreibung | Akten-Nr.              | Bild           |
| -------------------------------------------------------------------------------------------- | -------------- | --- | ---------------------- | -------------- |
| Brunnleitengraben, an der Straße Kaltenhausen-Prosselsheim links bei der Brauerei (Standort) | Bildstock      | Reliefaufsatz mit Pietàdarstellung flankiert von Fruchtgirlanden, auf Säule über Postament, Sandstein, bezeichnet 1716            | D-6-79-167-31 Wikidata | weitere Bilder |
| Kaltenhausen 1 (Standort)                                                                    | Torbogen       | rundbogiges Hoftor, bezeichnet 167 .(?), wohl 1675, später in 1813 geändert                                                       | D-6-79-167-30 Wikidata | weitere Bilder |
| Kaltenhausen 1 a (Standort)                                                                  | Kapelle        | kleiner Massivbau mit Walmdach, in Nische Pietàrelief auf Sockel, flankiert von Putten, 18. Jahrhundert                           | D-6-79-167-29 Wikidata | weitere Bilder |
| Sonnenberg (Standort)                                                                        | Bildstock      | Reliefaufsatz mit Kreuzigungsszene, auf erneuerter Säule, Sandstein, bezeichnet 1625                                              | D-6-79-167-57 Wikidata | BW             |
| Sonnenberg, an der Straße nach Prosselsheim in den Weinbergen (Standort)                     | Kreuzschlepper | Figur des aufrechten Christus, das Kreuz tragend, auf erneuertem Postament, Sandstein, bezeichnet 1702                            | D-6-79-167-32 Wikidata | weitere Bilder |
| Sonnenberg (Standort)                                                                        | Bildstock      | Reliefaufsatz mit Pietàdarstellung, Rückseite mit Hl. Georg, auf Säule über Postament, Sandstein, bezeichnet 1737                 | D-6-79-167-58 Wikidata | BW             |
| Sonnenberg (Standort)                                                                        | Kreuzschlepper | Figur des kreuztragenden Christus auf Knien, über erneuertem Sockel mit historischer Inschriftentafel, Sandstein, bezeichnet 1750 | D-6-79-167-59 Wikidata | BW             |

### Obereisenheim
| Lage                                    | Objekt                   | Beschreibung | Akten-Nr.              | Bild           |
| --------------------------------------- | ------------------------ | --- | ---------------------- | -------------- |
| Bergstraße 9 (Standort)                 | Wohngebäude              | zweigeschossiger, gestaffelter Satteldachbau mit Fachwerkobergeschoss, vorgelagerter Bau mit Zierfachwerk und profilierten Gewänden, 17. Jahrhundert              | D-6-79-167-2 Wikidata  | weitere Bilder |
| Bühlweg (Standort)                      | Friedhof                 | mit Grabdenkmälern des ausgehenden 19. und frühen 20. Jahrhundert                                                                                                 | D-6-79-167-25 Wikidata | weitere Bilder |
| Bühlweg (Standort)                      | Friedhofskapelle         | einfacher, tonnengewölbter Saalbau, mit Satteldach und Fachwerkgiebel sowie Renaissanceportal, bezeichnet 1612                                                    | D-6-79-167-25 Wikidata | weitere Bilder |
| Bühlweg (Standort)                      | Friedhofsmauer           | Bruchsteinmauerwerk, wohl 17. Jahrhundert | D-6-79-167-25 Wikidata | BW             |
| Bühlweg (Standort)                      | Friedhofskreuz           | Kruzifix auf Postament, Sandstein, teilweise erneuert, wohl 19. Jahrhundert                                                                                       | D-6-79-167-25 Wikidata | weitere Bilder |
| Dietleinstraße 1 (Standort)             | Wohngebäude              | zweigeschossiger Satteldachbau mit traufseitigem Fachwerkobergeschoss und profilierten Fensterrahmungen, 17. Jahrhundert                                          | D-6-79-167-3 Wikidata  | weitere Bilder |
| Dietleinstraße 1 (Standort)             | Pforte                   | geohrtes, mehrfach profiliertes Türgewände, darüber Wappenstein, bezeichnet 1784                                                                                  | D-6-79-167-3 Wikidata  | weitere Bilder |
| Dorfstraße 1 (Standort)                 | Wohngebäude              | eingeschossiger Massivbau mit Halbwalm und Fachwerkgiebel, bezeichnet 1728                                                                                        | D-6-79-167-4 Wikidata  | weitere Bilder |
| Gaulberg 2 (Standort)                   | Türgewände               | geohrte und mehrfach profilierte Türrahmung mit Wappenrelief, 18. Jahrhundert                                                                                     | D-6-79-167-5 Wikidata  | weitere Bilder |
| Gaulberg 4 (Standort)                   | Wohngebäude              | zweigeschossiger Walmdachbau mit Fachwerkobergeschoss, 17. Jahrhundert                                                                                            | D-6-79-167-6 Wikidata  | weitere Bilder |
| Hauptstraße 4 (Standort)                | Ehemalige Apotheke       | L-förmiger, zweigeschossiger Walmdachbau mit geohrten Fensterrahmungen, nordwestlicher Flügel mit Satteldach, 18. Jahrhundert                                     | D-6-79-167-7 Wikidata  | weitere Bilder |
| Hauptstraße 4 (Standort)                | Hoftor                   | gleichzeitig | D-6-79-167-7 Wikidata  | weitere Bilder |
| Hauptstraße 5 (Standort)                | Wohngebäude              | zweigeschossiger, verputzter Walmdachbau mit geohrten Fensterrahmungen, Straßenfront erneuert, im Kern 18. Jahrhundert                                            | D-6-79-167-8 Wikidata  | weitere Bilder |
| Hauptstraße 6 (Standort)                | Wohngebäude              | zweigeschossiger, verputzter Halbwalmdachbau mit Fachwerkobergeschoss, Erdgeschoss mit profilierten Fensterrahmungen, Türgewände mit Hauszeichen, bezeichnet 1735 | D-6-79-167-9 Wikidata  | weitere Bilder |
| Hauptstraße 8 (Standort)                | Pfarrhaus                | zweigeschossiger, verputzter Satteldachbau mit Fachwerkobergeschoss, Eckpfosten bezeichnet 1604                                                                   | D-6-79-167-10 Wikidata | weitere Bilder |
| Hauptstraße 8 (Standort)                | Pfeilerportal            | mit Einfriedung 17./18. Jahrhundert | D-6-79-167-10 Wikidata | weitere Bilder |
| Hauptstraße 12 (Standort)               | Wohngebäude              | zweigeschossiger, verputzter Satteldachbau mit Fachwerkobergeschoss, 18. Jahrhundert                                                                              | D-6-79-167-11          | weitere Bilder |
| Hauptstraße 13 (Standort)               | Ehemaliger Kindergarten  | eingeschossiger Massivbau mit Satteldach und Stichbogenfenstern, um 1880                                                                                          | D-6-79-167-12 Wikidata | weitere Bilder |
| Hauptstraße 13 (Standort)               | Fußgängerpforte          | profilierter Rahmen mit Vierpass, gleichzeitig | D-6-79-167-12 Wikidata | BW             |
| Hauptstraße 13 (Standort)               | Brunnen                  | gusseiserne Brunnensäule, historistisch, 2. Hälfte 19. Jahrhundert                                                                                                | D-6-79-167-12 Wikidata | BW             |
| Hauptstraße 19 (Standort)               | Wohngebäude              | zweigeschossiger, verputzter Satteldachbau mit Fachwerkobergeschoss, Erdgeschoss mit profilierten Fensterrahmungen, bezeichnet 1781                               | D-6-79-167-13 Wikidata | weitere Bilder |
| Mainstraße 7 (Standort)                 | Pforte                   | nachgotisch, 16./17. Jahrhundert | D-6-79-167-14 Wikidata | weitere Bilder |
| Marktplatz 1 (Standort)                 | Ehemaliges Gemeindehaus  | jetzt Rathaus, zweigeschossiger Mansarddachbau mit Fachwerkobergeschoss, 18. Jahrhundert                                                                          | D-6-79-167-16 Wikidata | weitere Bilder |
| Marktplatz 2 (Standort)                 | Ehemaliges Wohnstallhaus | zweigeschossiger Satteldachbau mit Fachwerkoberstock, 17./18. Jahrhundert                                                                                         | D-6-79-167-17 Wikidata | weitere Bilder |
| Marktplatz 5 (Standort)                 | Wohngebäude              | zweigeschossiger Satteldachbau mit Fachwerkobergeschoss und geohrten Rahmungen, 17./18. Jahrhundert                                                               | D-6-79-167-18 Wikidata | weitere Bilder |
| Marktplatz 7 (Standort)                 | Wohngebäude              | zweigeschossiger, verputzter Walmdachbau, wohl mit Fachwerkobergeschoss und geohrten Rahmungen, 18. Jahrhundert                                                   | D-6-79-167-19 Wikidata | weitere Bilder |
| Marktplatz 9 (Standort)                 | Wohngebäude              | zweigeschossiger, verputzter Satteldachbau mit geohrten Fensterrahmungen, im Erdgeschoss stark überformt, bezeichnet 1723                                         | D-6-79-167-20 Wikidata | weitere Bilder |
| Marktplatz 10 (Standort)                | Wohngebäude              | zweigeschossiger, verputzter Halbwalmdachbau, mit geohrten Fensterrahmungen, im Kern 18. Jahrhundert, mit südlicher überbauter Toreinfahrt, bezeichnet 1897       | D-6-79-167-21 Wikidata | weitere Bilder |
| Marktplatz 11 (Standort)                | Wohngebäude              | zweigeschossiger, verputzter Massivbau mit Mansarddach und Tordurchfahrt, bezeichnet 1827                                                                         | D-6-79-167-22 Wikidata | weitere Bilder |
| Marktplatz 12 (Standort)                | Wohngebäude              | zweigeschossiger Halbwalmdachbau in Ecklage, mit Fachwerkobergeschoss und Wappen am Eingangstor, 18. Jahrhundert                                                  | D-6-79-167-23 Wikidata | weitere Bilder |
| Marktplatz 13 (Standort)                | Evang.-Luth. Pfarrkirche | Saalbau mit eingezogenem Chor und Chorflankenturm mit Spitzhelm, am Langhaus bezeichnet 1496                                                                      | D-6-79-167-15 Wikidata | weitere Bilder |
| Marktplatz 13, Hauptstraße 4 (Standort) | Kirchhofmauer            | mit Torbogen und Wappenrelief der Grafen von Castell, 15./16. Jahrhundert                                                                                         | D-6-79-167-15 Wikidata | weitere Bilder |
| Zehntgasse 5 (Standort)                 | Wappenstein              | Relief des Wappens des Würzburger Fürstbischofes Julius Echter von Mespelbrunn, Sandstein, bezeichnet 1585                                                        | D-6-79-167-55 Wikidata | BW             |
| Zehntgasse 10 (Standort)                | Wohngebäude              | zweigeschossiger Halbwalmdachbau mit Fachwerkobergeschoss, bezeichnet 1794                                                                                        | D-6-79-167-28 Wikidata | weitere Bilder |
| Ziegelgraben 1 (Standort)               | Gartenhäuschen           | 18. Jahrhundert | D-6-79-167-26 Wikidata | weitere Bilder |
| Ziegelgraben 1 (Standort)               | Einfriedung              | Reste der ehemaligen Gartenmauer, Bruchsteinmauerwerk, gleichzeitig                                                                                               | D-6-79-167-26 Wikidata | weitere Bilder |
| Ziegelgraben 3 (Standort)               | Ehemaliges Wohnstallhaus | zweigeschossiger, verputzter Halbwalmdachbau mit Fachwerkobergeschoss, 18. Jahrhundert                                                                            | D-6-79-167-27 Wikidata | BW             |

### Untereisenheim
| Lage                                                                                               | Objekt                                     | Beschreibung | Akten-Nr.              | Bild           |
| -------------------------------------------------------------------------------------------------- | ------------------------------------------ | --- | ---------------------- | -------------- |
| Dettelbacher Weg (Standort)                                                                        | Flurkapelle                                | massiver Rundbau mit Kegeldach, Eingangsseite abgeflacht mit geohrter Türrahmung, innen rundbogige Nische mit spätbarocker Sandsteinpietà, bezeichnet 1784                                                                                           | D-6-79-167-62 Wikidata | BW             |
| Dipbacher Straße 2, an der Straßengabelung direkt außerhalb des Ortes nahe dem Friedhof (Standort) | Ehemaliger Feldaltar                       | rundbogiger Nischenaufsatz mit Relief des Letzten Abendmahles, auf Tischsockel mit Inschriftenfeld, Sandstein, bezeichnet 1786 | D-6-79-167-53 Wikidata | BW             |
| Grabenstraße (Standort)                                                                            | Friedhofskapelle                           | massiver, eingeschossiger Satteldachbau mit westlichen Arkadenöffnungen, bezeichnet 1607; mit Ausstattung | D-6-79-167-49 Wikidata | weitere Bilder |
| Grabenstraße (Standort)                                                                            | Kriegerdenkmal                             | für die Gefallenen des Ersten Weltkrieges, in Form zweier ovaler Gedenktafeln, Sandstein, bezeichnet 1922 | D-6-79-167-49 Wikidata | weitere Bilder |
| Grabenstraße (Standort)                                                                            | Friedhofskreuz                             | Kruzifix auf Tischsockel mit Inschriftenfeld, bezeichnet 1920 | D-6-79-167-49 Wikidata | weitere Bilder |
| Grabenstraße (Standort)                                                                            | Bildstockkopf                              | Reliefdarstellung einer Kreuzigungsszene, Sandstein, 1. Viertel 19. Jahrhundert | D-6-79-167-49 Wikidata | BW             |
| Grabenstraße (Standort)                                                                            | Sühnekreuze                                | zwei grob gehauene Sandsteinkreuze, wohl spätmittelalterlich | D-6-79-167-49 Wikidata | weitere Bilder |
| Grabenstraße (Standort)                                                                            | Friedhofsmauer                             | im südlichen Verlauf teilweise deckungsgleich mit Ortsmauer, Bruchsteinmauerwerk, wohl in Teilen noch 16./17. Jahrhundert | D-6-79-167-49 Wikidata | weitere Bilder |
| Grabenstraße, bei Nr. 3 (Standort)                                                                 | Bildstock                                  | Kopie eines zerstörten Vorgängers des 18. Jahrhunderts, Reliefaufsatz mit Verkündigungsszene, auf Pfeiler über Tischsockel, Sandstein, um 1947 | D-6-79-167-38 Wikidata | weitere Bilder |
| Nähe Hadergasse (Standort)                                                                         | Prozessionsaltar                           | baldachinbekrönter Aufsatz mit Relief einer Monstranz und Skulptur einer Maria Immaculatà als Bekrönungsfigur flankiert von Putten, auf Sockel mit Inschriftenkartusche und seitlichen Voluten, Sandstein, 18. Jahrhundert                           | D-6-79-167-39 Wikidata | weitere Bilder |
| Kirchgäßchen, Nähe Reichertsgasse (Standort)                                                       | Torbogen                                   | barocker Rundbogen mit Quaderung und Maskenschlussstein, 18. Jahrhundert | D-6-79-167-45 Wikidata | weitere Bilder |
| Kirchgasse 2 (Standort)                                                                            | Katholische Pfarrkirche Mariae Himmelfahrt | Saalbau mit eingezogenem Chor und südlichem Turm mit Welscher Haube, Turmunterbau frühes 15. Jahrhundert, Aufbau um 1582, Chor und Langhaus 1752; mit Ausstattung                                                                                    | D-6-79-167-34 Wikidata | weitere Bilder |
| Kirchgasse 2, vor der Kirche (Standort)                                                            | Kruzifix                                   | Gekreuzigter auf Tischsockel mit Inschriftenfeld, darauf Muttergottesfigur, Sandstein, bezeichnet 1837 | D-6-79-167-34 Wikidata | weitere Bilder |
| Kirchgasse 3 (Standort)                                                                            | Wohngebäude                                | zweigeschossiger, verputzter Halbwalmdachbau, wohl mit Fachwerkoberstock, mit geohrten Fensterrahmungen, teilw.spätes 18. Jahrhundert und Mitte 16. Jahrhundert                                                                                      | D-6-79-167-35 Wikidata | weitere Bilder |
| Kirchgasse 4 (Standort)                                                                            | Pietà                                      | 16. Jahrhundert; in einer Nische | D-6-79-167-36 Wikidata | BW             |
| Kirchgasse 5 (Standort)                                                                            | Wohngebäude                                | zweigeschossiger, verputzter Satteldachbau mit Fachwerkobergeschoss, 18. Jahrhundert | D-6-79-167-37          | weitere Bilder |
| Kirchgasse 5 (Standort)                                                                            | Wohngebäude                                | eingeschossiger Satteldachbau, um 1700 | D-6-79-167-37          | BW             |
| Landwehrstraße 18 (Standort)                                                                       | Bildstock                                  | sogenannter „Zollstock“, Reliefaufsatz mit Kreuztragungszene, darunter Stifterfamilie das Kreuz anbetend sowie Echterwappen, auf Säule über Postament, Sandstein, bezeichnet 1608 und 1609, vom Dettelbacher Bildstockmeister                        | D-6-79-167-60 Wikidata | BW             |
| Langgasse 7 (Standort)                                                                             | Wohngebäude                                | zweigeschossiger Walmdachbau mit Fachwerkobergeschoss, im Kern 18. Jahrhundert | D-6-79-167-40 Wikidata | weitere Bilder |
| Langgasse 8 (Standort)                                                                             | Wohngebäude                                | zweigeschossiger Satteldachbau mit Fachwerkobergeschoss, im massiven Erdgeschoss Doppelfenster mit Putte am Mittelsteg, 17. Jahrhundert | D-6-79-167-41 Wikidata | weitere Bilder |
| Maintorstraße 2 (Standort)                                                                         | Wohngebäude                                | zweigeschossiger Satteldachbau in Ecklage mit Fachwerkobergeschoss, bezeichnet 1601 | D-6-79-167-42 Wikidata | weitere Bilder |
| Maintorstraße 9 (Standort)                                                                         | Wohnhaus, ehemals Fischerhaus              | eingeschossiger Bruchsteinbau mit Satteldachbau, 16. Jh. | D-6-79-167-73          | weitere Bilder |
| Rathausgässchen 1 und 3 (Standort)                                                                 | Gemeindehaus                               | zweigeschossiger, verputzter Halbwalmdachbau mit Fachwerkobergeschoss, im massiven Erdgeschoss mit profilierten Doppelfenstern, bezeichnet 1525, mit westlichem zweigeschossigem Anbau, verputzt, mit Satteldach und Fachwerkgiebel, bezeichnet 1574 | D-6-79-167-44 Wikidata | weitere Bilder |
| Reichertsgasse 7 (Standort)                                                                        | Wohngebäude                                | zweigeschossiger Satteldachbau mit Fachwerkobergeschoss, bezeichnet 1605 | D-6-79-167-46 Wikidata | weitere Bilder |
| Ringgasse 4 (Standort)                                                                             | Bildstockaufsatz                           | in die Giebelwand eingelassen, Reliefaufsatz mit Pietàdarstellung, Sandstein, 18. Jahrhundert | D-6-79-167-47 Wikidata | BW             |
| Sandäcker (Standort)                                                                               | Heiligenfigur                              | Skulptur des Hl. Jakobus auf hohem Postament mit Inschrift, Sandstein, bezeichnet 1845 | D-6-79-167-43 Wikidata | weitere Bilder |
| Schmalzgasse 2 (Standort)                                                                          | Bildstockkopf                              | über der Pforte, Pietà, frühes 18. Jahrhundert | D-6-79-167-48 Wikidata | BW             |
| Schulstraße; außerhalb des Ortes, am Schulweg nahe dem Trafohaus (Standort)                        | Wegkreuz                                   | Kruzifix auf Tischsockel mit seitlichen Voluten, davor Marienfigur, Sandstein, spätes 18. Jahrhundert | D-6-79-167-54 Wikidata | weitere Bilder |
| Sonnenberg; an der Straße Dipbach-Untereisenheim, rechts ca. 800 m vor dem Ort (Standort)          | Bildstock                                  | Reliefaufsatz Pietàdarstellung und Puttokopf als Bekrönung, auf Rundsäule über Sockel, Sandstein, bezeichnet 1707 | D-6-79-167-51 Wikidata | BW             |
| Ziegeltorstraße 5 (Standort)                                                                       | Wohngebäude                                | zweigeschossiger Walmdachbau mit massivem Erdgeschoss und Fachwerkobergeschoss, 18. Jahrhundert | D-6-79-167-50 Wikidata | weitere Bilder |

## Ehemalige Baudenkmäler
| Lage                                                              | Objekt          | Beschreibung                                            | Akten-Nr.              | Bild |
| ----------------------------------------------------------------- | --------------- | ------------------------------------------------------- | ---------------------- | ---- |
| Untereisenheim am südlichen Dorfausgang ()                        | Bildstock       | Hl. Joseph auf Sockel, Sandstein, bezeichnet mit „1845“ | D-6-79-167-56 Wikidata |      |
| Untereisenheim beim Aussiedlerhof Nr. 66; im Feld des Wielands () | Kreuzschlepper  | bezeichnet mit „1608“                                   | D-6-79-167-52 Wikidata |      |
| Untereisenheim an der Straße nach Dipbach ()                      | Säulenbildstock | mit Pietà, Sandstein, bezeichnet mit „1707“             | D-6-79-167-61 Wikidata |      |